# Arroyo Ceibal (Río Uruguay)
Der Arroyo Ceibal ist ein Fluss in Uruguay.
Er entspringt auf dem Gebiet des Departamento Artigas einige Kilometer südwestlich der Ortschaft Colonia Palma und westlich der Ruta 3. Von dort fließt er in westliche Richtung und mündet als linksseitiger Nebenfluss in den Río Uruguay.